# Stema Republicii Moldova

Drapelul Republicii Moldova având stema țării pe culoarea galben a tricolorului

Stema de Stat a Republicii Moldova constă din desenul stilizat al unui vultur (sau al unei acvile) purtând o cruce în ciocul său și strângând în ghearele fiecăruia din picioarelor sale, reprezentate ca niște mâini, un sceptru de aur și o ramură verde de măslin. 
Pieptul păsării este protejat de un scut cu însemnele tradiționale ale Moldovei: capul de bour, privit frontal, și soarele, plasat între coarnele bourului, ambele pe fond roșu, simbolizând lumina zilei, respectiv o floare pentagonală (un trandafir) și luna, în faza de  crai-nou, plasate ambele pe fond albastru, simbolizând renașterea. Două greșeli frecvente (inclusiv în vechime) privesc aceste elemente : capul de bour este luat drept un cap de zimbru, iar soarele este luat drept o stea și reprezentat ca atare, inclusiv în infoboxurile și portalurile Wikipediei despre Principatul Moldovei, în stema Republicii Democratice Moldovenești și în scutul Moldovei din stema României. Cele două romburi sunt aranjate la nivelul de separare al roșului de albastru. Elementele distincte ale scutului sunt din aur (galbene). Emblema scutului este realizată folosind cele trei culori tradiționale ale tricolorului: albastru, galben și roșu. 
Stema Republicii Moldova se regăsește, de asemenea, și în centrul drapelului național, pe culoarea galben.

## Galerie

Sigiliu al lui Petru al II-lea. 1387
Sigiliul lui Ștefan cel Mare, 1457-1504
Stema lui Ștefan cel Mare
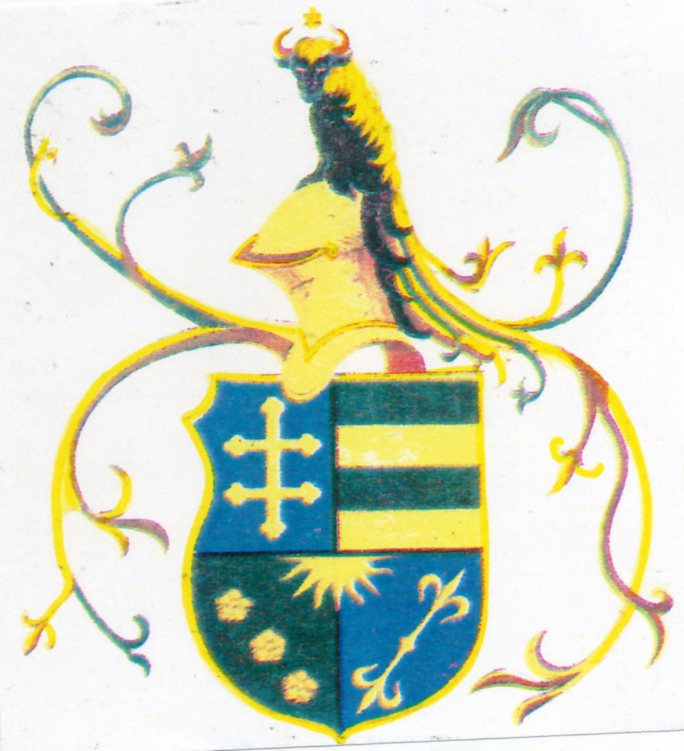
Stema voevodatului Moldovei în armorialul Wijnbergen
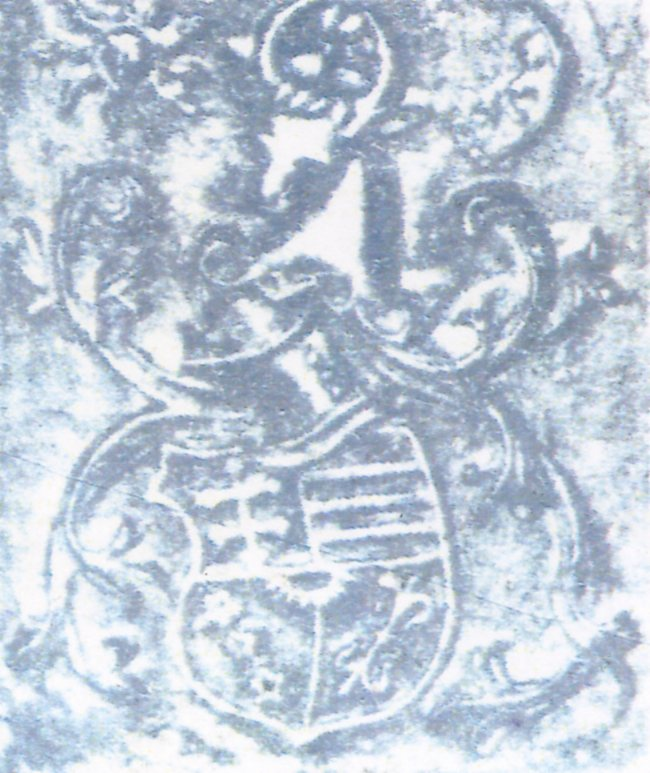
Stema voevodatului Moldovei pe clopotul de la Suceava
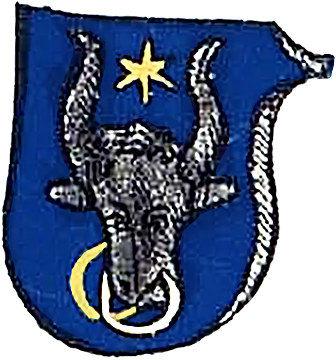
Stema Moldovei din statutul polonez al lui Jan Laski. 1506
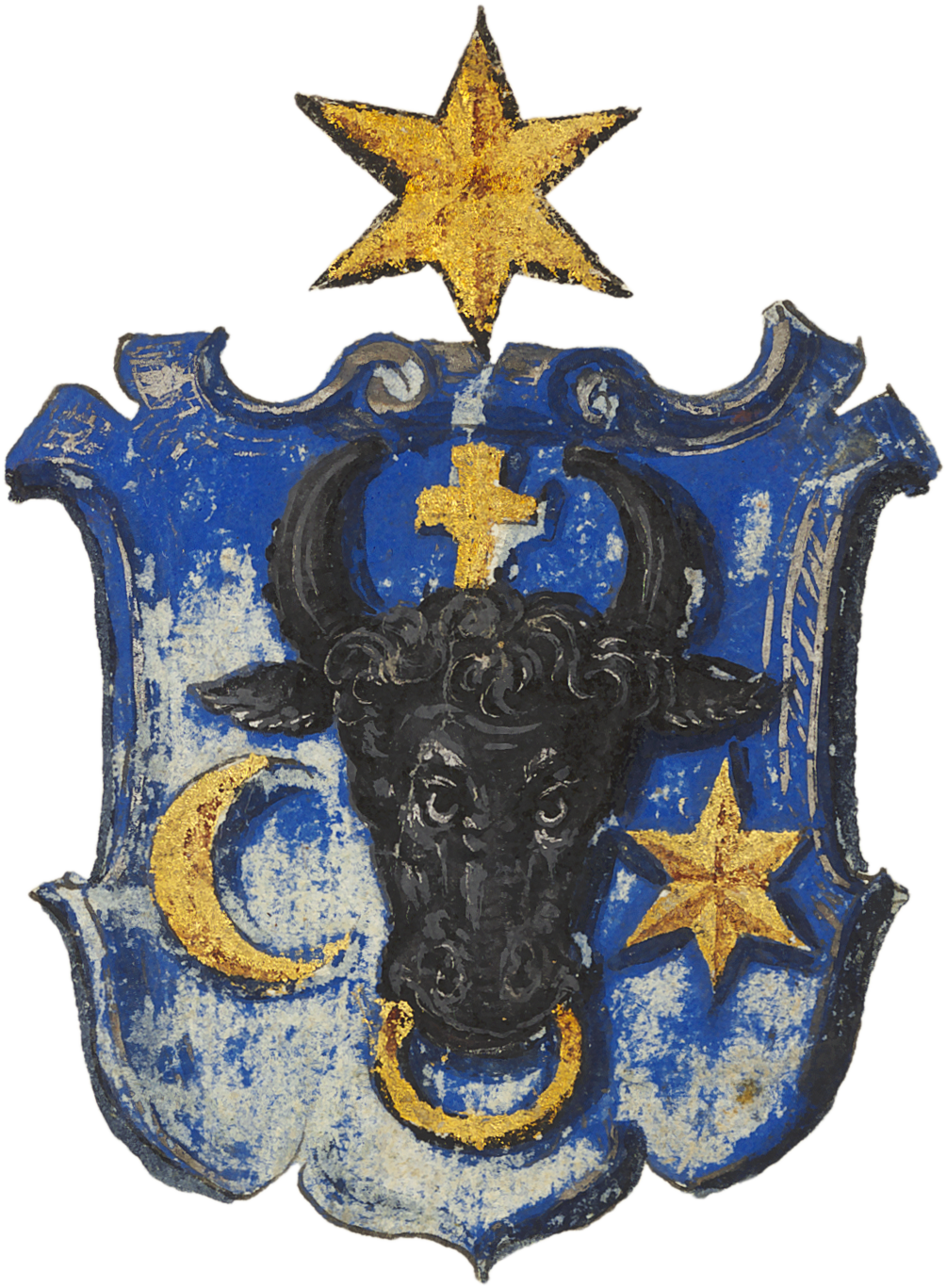
Stema lui Ioan I Despot-Vodă. 1561
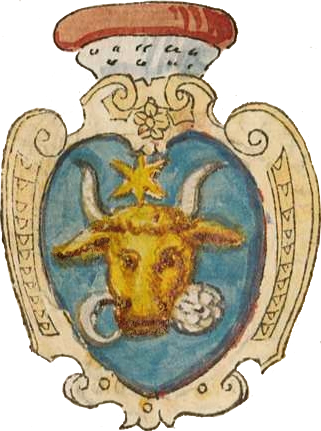
Stema din cartea armorială germană. În jurul anului 1586
Stema 1643 (Vasile Lupu)
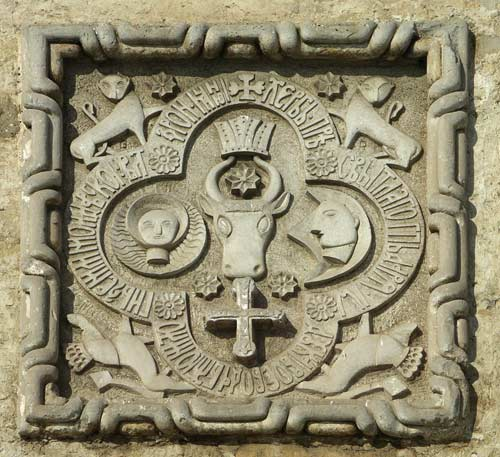
Stema voevodatului Moldovei la mânăstirea Cetăţuia
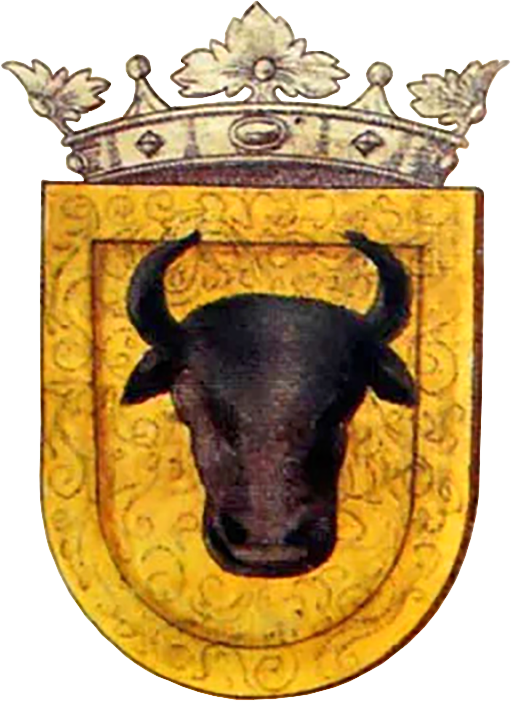
Stema 1702
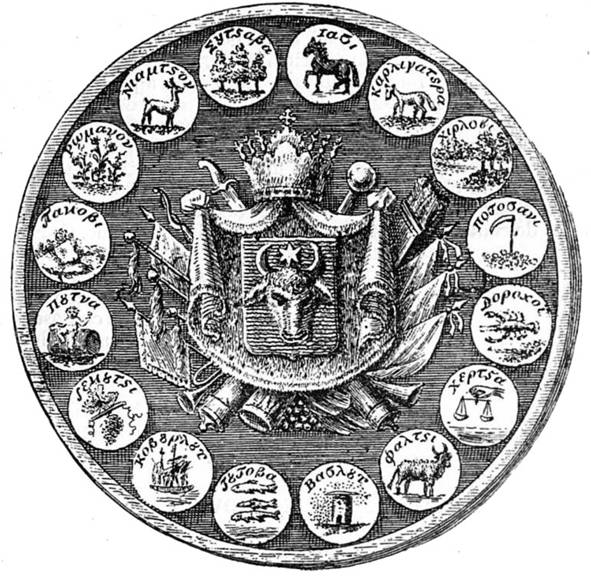
Stema Moldovei în timpul lui Alexandru Moruzi, 1806-1807. Câmpul scutului este azuriu.
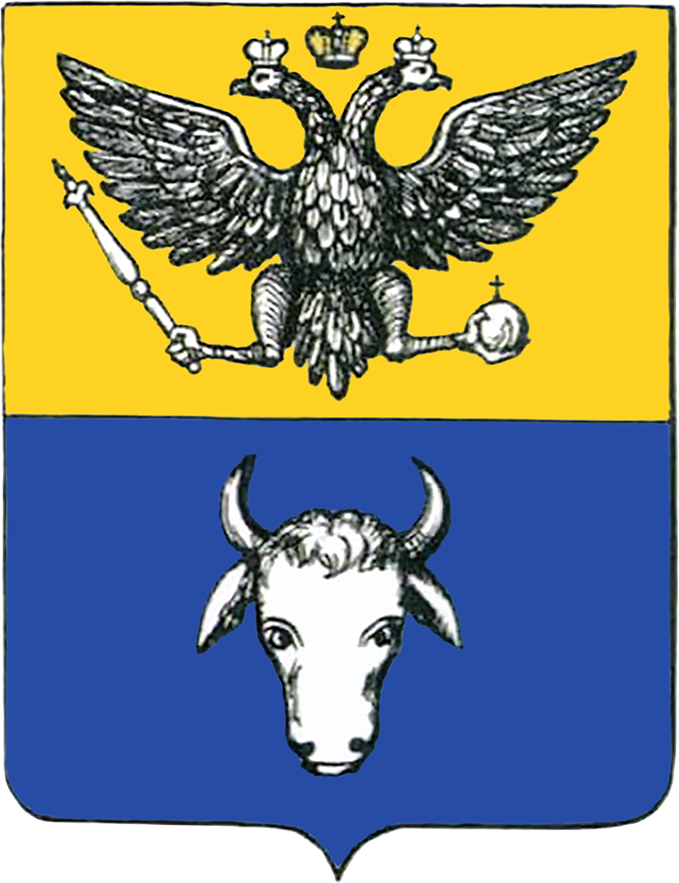
Stema regiunii basarabene. 1815
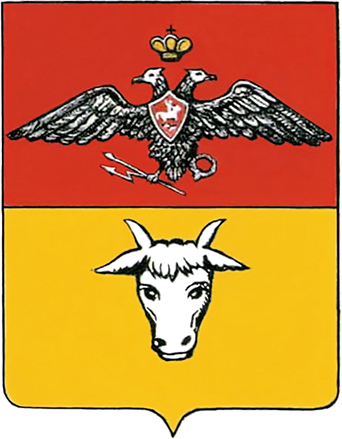
Stema regiunii basarabene. 1826
Stema guberniei în perioada anilor 1878–1917
Stema Republicii Democratice Moldovenești. 1917
Stema Moldovei de peste Prut (Basarabiei), imediat după reunificarea cu Regatul României (1918-1922)
Stema mică a Moldovei de peste Prut (Basarabiei), când făcea parte din Regatul României (1922-1940 and 1941-1944)
Stema mijlocie a Moldovei de peste Prut (Basarabiei), când făcea parte din Regatul României (1922-1940 and 1941-1944)
Stema mare a Moldovei de peste Prut (Basarabiei), când făcea parte din Regatul României (1922-1940 and 1941-1944)
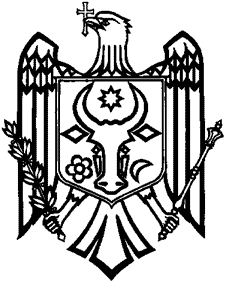
Stema monocolor
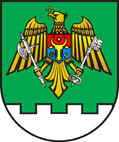
Simbolul oficial al Serviciului de Grăniceri
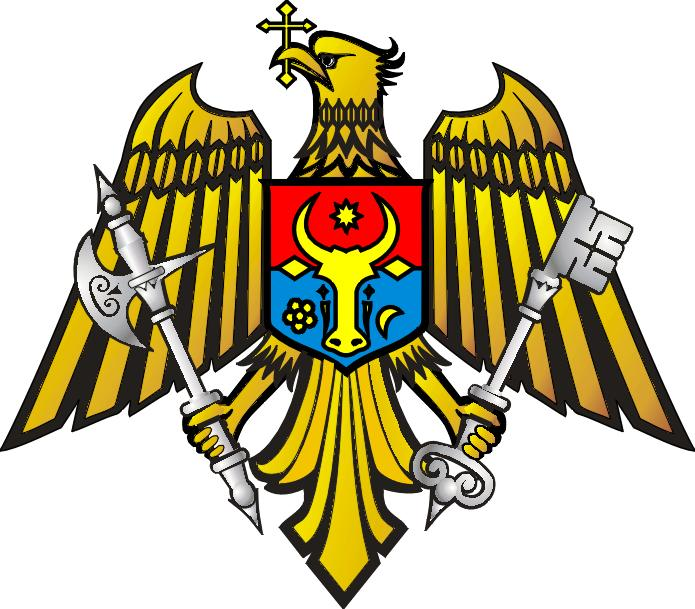
Stema Serviciului de Grăniceri
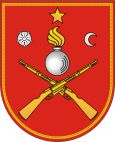
Stema Trupelor de Carabinieri